# Conchocera heterocera
Conchocera heterocera is een keversoort uit de familie bladkevers (Chrysomelidae). De wetenschappelijke naam van de soort werd in 1895 gepubliceerd door Raffaello Gestro.